# Бернард Вільямс
Бернард Вільямс (англ. Bernard Williams; нар. 19 січня 1978, Балтимор, Меріленд, США) — американський легкоатлет, що спеціалізується на спринті, олімпійський чемпіон 2000 року, срібний призер Олімпійських ігор 2004 року, чемпіон світу.

## Кар'єра
| Рік             | Змагання             | Місто             | Місце           | Дисципліна            | Примітки        |
| Представник США | Представник США      | Представник США   | Представник США | Представник США       | Представник США |
| --------------- | -------------------- | ----------------- | --------------- | --------------------- | --------------- |
| 1999            | Панамериканські ігри | Вінніпег, Канада  | 1               | біг на 100 метрів     | 10.08           |
| 2000            | Олімпійські ігри     | Сідней, Австралія | 1               | естафета 4×100 метрів | 37.61           |
| 2001            | Чемпіонат світу      | Едмонтон, Канада  | 2               | біг на 100 метрів     | 9.94            |
| 2001            | Чемпіонат світу      | Едмонтон, Канада  | —               | естафета 4×100 метрів | DSQ             |
| 2003            | Чемпіонат світу      | Париж, Франція    | 4               | біг на 100 метрів     | 10.13           |
| 2003            | Чемпіонат світу      | Париж, Франція    | 1               | естафета 4×100 метрів | 38.06           |
| 2004            | Олімпійські ігри     | Афіна, Греція     | 2               | біг на 200 метрів     | 20.01           |